# 大不列颠共产党 (临时中央委员会)
大不列颠共产党，通称大不列颠共产党 (临时中央委员会)（Communist Party of Great Britain (Provisional Central Committee)，缩写为CPGB (PCC)），是英国的一个共产主义政党。

## 历史
1977年，不列颠新共产党从大不列颠共产党分裂出来。后来，在土耳其共产党的一个派系的影响下，以不列颠新共产党青年支部领导人约翰·张伯伦（化名杰克·康拉德）为首的一个小派系试图重新加入大不列颠共产党。实际上，很少人得以重新加入大不列颠共产党。该派系出版《列宁主义者》，起初是一份杂志，后来大致上变成了月报。最初，《列宁主义者》在一些人看来是政治上的斯大林主义出版物，但随着时间的推移，它变成了一种截然不同的东西，这可能是由于他们与各个托洛茨基主义团体的互动，包括与斯巴达克同盟/不列颠的一系列交流。该派系对斯大林主义国家以及大不列颠共产党的官僚主义和政治取消主义提出批评。1991年大不列颠共产党解散后，该派系宣布将按照他们所谓的“坚定的列宁主义原则”重建大不列颠共产党；他们召开“紧急会议”，决定采用“大不列颠共产党”的名称；他们还将《列宁主义者》改名为《工人周报》，改为每周发行。
该党曾参与许多左翼政党和团体的活动，或与其合作，包括社会主义工党、争取工人自由联盟、尊重党、工党和左翼团结。该党与荷兰共产主义纲领保持非正式联系。